# 대전광역시의 문화유산자료
대전광역시의 문화재자료는 문화재자료 중에서 대전광역시 내에 있는 문화재를 의미한다.

## 지정 목록
| 번호 | 사진 | 명칭                                                                  | 소재지                                            | 관리자 (단체)                    | 지정일                                                                        | 참조 |
| 1호  |      | 삼매당 (三梅堂)                                                       | 대전 동구 가양동 12-21                            | 동구                             | 1989년 3월 18일 지정                                                          |      |
| 2호  |      | 창계숭절사 (滄溪崇節祠)                                               | 대전 중구 대둔산로137번길 67                      | 박헌석                           | 1989년 3월 18일 지정                                                          |      |
| 3호  |      | 도산서원 (道山書院)                                                   | 대전 서구 남선로 8                                | 안동권씨 탄옹공파종중            | 1989년 3월 18일 지정                                                          |      |
| 4호  |      | 문충사 (文忠祠)                                                       | 대전 동구 동부로73번길 44                         | 송상호                           | 1989년 3월 18일 지정                                                          |      |
| 5호  |      | 회덕향교대성전 (懷德鄕校大成殿)                                       | 대전 대덕구 대전로1397번 안길 126                 | 회덕향교                         | 1989년 3월 18일 지정                                                          |      |
| 6호  |      | 진잠향교대성전 (鎭岑鄕校大成殿)                                       | 대전 유성구 교촌로 67                             | 진잠향교                         | 1989년 3월 18일 지정                                                          |      |
| 7호  |      | 김반·김익겸의묘 (金槃·金益兼의墓)                                     | 대전 유성구 전민동 산18-17                        | 광산김씨 충정공파 중종(김항중)   | 1989년 3월 18일 지정                                                          |      |
| 8호  |      | 박팽년선생유허비 (朴彭年先生遺墟碑)                                   | 대전 동구 우암로 326번길 28                       | 동구                             | 1989년 3월 18일 지정                                                          |      |
| 9호  |      | 취백정 (翠白亭)                                                       | 대전 대덕구 대청로526번길 45-24                   | 은진송씨제월당문희공파종중       | 1989년 3월 18일 지정                                                          |      |
| 10호 |      | 보문사지석조 (普文寺址石槽)                                           | 대전 중구 무수동 산1                              | 중구                             | 1989년 3월 18일 지정                                                          |      |
| 11호 |      | 중암사부도 (中庵寺浮屠)                                               | 대전 중구 정생동 산14                             | 중암사                           | 1989년 3월 18일 지정                                                          |      |
| 12호 |      | 수운교천단 (水雲敎天壇)                                               | 대전 유성구 추목동 산40                           | 수운교본부                       | 1989년 3월 18일 지정, 1999년 5월 26일 해제, 대전시 유형문화재 제28호로 재지정 |      |
| 13호 |      | 수운교석종 (水雲敎石鐘)                                               | 대전 유성구 추목동 40-3                           | 재단법인수운교                   | 1989년 3월 18일 지정                                                          |      |
| 14호 |      | 유필의묘 (유필의묘)                                                   | 대전 서구 평촌동 산18                             | 유석환                           | 1989년 3월 18일 지정, 1991년 10월 24일 해제, 해제사유 미상                    |      |
| 15호 |      | 송준길의묘 (宋浚吉의墓)                                               | 대전 서구 원정동 산60-5                           | 은진송씨동춘당문정공파 종중      | 1989년 3월 18일 지정                                                          |      |
| 16호 |      | 김여온의묘 (金汝溫의墓)                                               | 대전 서구 괴곡동 산12                             | 김해김씨 참의공파 종중(김병욱)   | 1989년 3월 18일 지정                                                          |      |
| 17호 |      | 유회당 권이진가 유물 일괄 (有懷堂 權以鎭家 遺物 一括)                 | 대전 중구                                         | 권태원                           | 1989년 3월 18일 지정                                                          |      |
| 18호 |      | 동국사략 (東國史略)                                                   | 대전 대덕구 중리로 24                             | 김영한                           | 1989년 3월 18일 지정                                                          |      |
| 19호 |      | 삼강행실도 (三綱行實圖)                                               | 대전 유성구 도안대로 398                          | 대전시립박물관                   | 1989년 3월 18일 지정                                                          |      |
| 20호 |      | 청구풍아 (靑丘風雅)                                                   | 대전 대덕구 중리로 24                             | 김영한                           | 1989년 3월 18일 지정                                                          |      |
| 21호 |      | 양성당제영 (養性堂題詠)                                               | 대전 대덕구 중리로 24                             | 김영한                           | 1989년 3월 18일 지정                                                          |      |
| 22호 |      | 문정공왕고간독 (文正公王考簡牘)                                       | 대전 대덕구 중리로 24                             | 김영한                           | 1989년 3월 18일 지정                                                          |      |
| 23호 |      | 화산세가필적 (花山世家筆蹟)                                           | 대전 대덕구 중리로 24                             | 김영한                           | 1989년 3월 18일 지정                                                          |      |
| 24호 |      | 박인년교지 (朴引年敎旨)                                               | 대전 대덕구 중리로 24                             | 김영한                           | 1989년 3월 18일 지정                                                          |      |
| 25호 |      | 김정선생묘소일원 (金淨先生墓所一圓)                                   | 대전 동구 신하동 268-1, 268-5                     | 김응일                           | 1991년 7월 10일 지정                                                          |      |
| 26호 |      | 태실(석함) (胎室(石函))                                               | 대전 유성구 도안대로 398 (상대동, 대전역사박물관) | 대전역사박물관                   | 1991년 10월 24일 지정                                                         |      |
| 27호 |      | 어사홍원모영세불망비 (御史洪遠謨永世不忘碑)                           | 대전 대덕구 읍내동 547                            | 대덕구                           | 1991년 10월 24일 지정                                                         |      |
| 28호 |      | 류혁연의묘 (柳赫然의墓)                                               | 대전 서구 평촌동 산18-1                           | 유 재수                          | 1991년 10월 24일 지정                                                         |      |
| 29호 |      | 기성관 (杞城館)                                                       | 대전 유성구 원내로 5                              | 진잠동주민센터                   | 1992년 7월 22일 지정                                                          |      |
| 30호 |      | 수정재 (水晶齋)                                                       | 대전 서구 배제로 236                              | 밀양손씨역승공파종중             | 1992년 7월 22일 지정                                                          |      |
| 31호 |      | 월송재 (月松齋)                                                       | 대전 동구 이사동 41-7                             | 박인성                           | 1992년 7월 22일 지정                                                          |      |
| 32호 |      | 칠성당지석묘군 (七星堂支石墓群)                                       | 대전 유성구 교촌동 산7-1                          | 학교법인 우송학원                | 1992년 7월 22일 지정                                                          |      |
| 33호 |      | 은진송씨승지공파재실 (恩津宋氏承旨公派齋室)                           | 대전 동구 이사로 108                              | 유종태                           | 1992년 10월 28일 지정                                                         |      |
| 34호 |      | 파평윤씨서윤공파고택 (坡平尹氏庶尹公派古宅)                           | 대전 서구 고릿골길 86-11                          | 윤여상                           | 1992년 10월 28일 지정                                                         |      |
| 35호 |      | 봉소루 (鳳巢樓)                                                       | 대전 중구 봉소루로 29                             | 고성남씨창의공파종중             | 1992년 10월 28일 지정                                                         |      |
| 36호 |      | 이시직공정려각 (李時稷公旌閭閣)                                       | 대전 대덕구 송촌동 488-1                          | 연안이씨죽창공파종중             | 1994년 6월 7일 지정                                                           |      |
| 37호 |      | 관동묘려 (寬洞墓廬)                                                   | 대전 동구 냉천로 152번길 291                      | 은진송씨쌍청당공파종중           | 1994년 6월 7일 지정                                                           |      |
| 38호 |      | 국사봉유적 (國師峰遺蹟)                                               | 대전 중구 사정동 43-6                             | 서구                             | 1995년 5월 27일 지정                                                          |      |
| 39호 |      | 송자고택 (宋子古宅)                                                   | 대전 동구 진수2길 13                              | 은진송씨송자각하종중             | 1995년 5월 27일 지정                                                          |      |
| 40호 |      | 갑진북정록 (甲辰北征錄)                                               | 대전 대덕구 중리로 24                             | 김영한                           | 1997년 1월 9일 지정                                                           |      |
| 41호 |      | 독립지사김태원생가유허 (獨立志士金泰源生家遺墟)                       | 대전 동구 옛신탄진로 71-14                        | 김정인                           | 1997년 11월 7일 지정, 2015년 9월 16일 해제, 김태원은 독립유공자가 아님        |      |
| 42호 |      | 박원상의묘 (朴元象의墓)                                               | 대전 동구 대별동 산12-26                          | 박도순                           | 2000년 2월 18일 지정                                                          |      |
| 43호 |      | 송씨양세정려 (宋氏兩世旌閭)                                           | 대전 중구 대사동 127-2                            | 송재각                           | 2000년 2월 18일 지정                                                          |      |
| 44호 |      | 오정동선교사촌 (梧井洞宣敎師村)                                       | 대전 대덕구 한남로 70 한남대학교                  | 학교법인대전기독학원(한남대학교) | 2001년 6월 27일 지정                                                          |      |
| 45호 |      | 거룩한말씀의수녀회성당 (거룩한말씀의修女會聖堂)                       | 대전 중구 동서대로 1365번길 13                    | 재단법인 거룩한말씀의수녀회 성당 | 2001년 6월 27일 지정                                                          |      |
| 46호 |      | 대전여중강당 (大田女中講堂)                                           | 대전 중구 보문로 230번길 69                       | 대전여중                         | 2001년 6월 27일 지정                                                          |      |
| 47호 |      | 구대전형무소망루 (舊大田刑務所望樓)                                   | 대전 중구 목중로 34                               | 한국자유총연맹 대전시지부        | 2001년 6월 27일 지정                                                          |      |
| 48호 |      | 서포김만중영정 (西浦金萬重影幀)                                       | 대전 중구 서문로 96                               | 김성순                           | 2001년 10월 26일 지정                                                         |      |
| 49호 |      | 충청남도지사공관 (忠淸南道知事公館)                                   | 대전 중구 보문로 205번길 13                       | 충청남도                         | 2002년 8월 23일 지정                                                          |      |
| 50호 |      | 삼성초등학교구교사 (三省初等學校舊校舍)                               | 대전 동구 우암로 96                               | 한밭교육박물관                   | 2002년 8월 23일 지정                                                          |      |
| 51호 |      | 권시의 묘 (權諰의 墓)                                                 | 대전 서구 탄방동 239-1번지                        | 안동권씨 탄옹공파종중            | 2008년 8월 20일 지정                                                          |      |
| 52호 |      | 연산서씨․김익겸정려 (連山徐氏 金益兼旌閭)                             | 대전 유성구 전민동 산 18-54번지                   | 광산김씨허주공파종중             | 2008년 8월 20일 지정                                                          |      |
| 53호 |      | 귀후재 (歸厚齋)                                                       | 대전 중구 단재로 482-24                           | 권태원                           | 2009년 11월 20일 지정, 2012년 4월 27일 해제, 대전 기념물 43호에 포함          |      |
| 54호 |      | 백운루 (白雲樓)                                                       | 대전 유성구 둔곡길 288 (둔곡동, 백운사)           | 창녕 성씨 양경공파 종중          | 2009년 11월 20일 지정                                                         |      |
| 55호 |      | 대전 도솔산 보루 (大田 兜率山 堡壘)                                   | 대전 서구 도안동 산7번지                          | 대전시청                         | 2012년 3월 16일 지정                                                          |      |
| 56호 |      | 대전 마봉재 보루 (大田 馬峯재 堡壘)                                   | 대전 서구 갈마동 산26-1번지                       | 대전시청                         | 2012년 3월 16일 지정                                                          |      |
| 57호 |      | 고금운회거요 (古今韻會擧要)                                           | 대전 유성구 지족동                                | 대전선사박물관                   | 2012년 6월 22일 지정                                                          |      |
| 58호 |      | 근사록 (近思錄)                                                       | 대전 유성구                                       | .                                | 2012년 6월 22일 지정                                                          |      |
| 59호 |      | 석조석가모니불좌상 및 복장품 일괄 (石造釋迦牟尼佛坐像 및 腹藏品 一括) | 대전 대덕구 탑립동 442-1                          | 여진불교미술관                   | 2013년 2월 22일 지정                                                          |      |
| 60호 |      | 각전상량문 (各殿上樑文)                                               | 대전 유성구 도안대로 398 대전역사박물관           | 김영한                           | 2016년 5월 30일 지정                                                          | ,    |
| 61호 |      | 인천이씨족보 (仁川李氏族譜)                                           | 대전 중구 뿌리공원로 78, 한국족보박물관           | 한국족보박물관                   | 2016년 5월 30일 지정                                                          | ,    |
| 62호 |      | 함양여씨세보 (咸陽呂氏世譜)                                           | 대전 중구 뿌리공원로 78, 한국족보박물관           | 여정일                           | 2016년 5월 30일 지정                                                          | ,    |
| 63호 |      | 석실갈초 (石室碣草)                                                   | 대전 대덕구 중리로24 (중리동 165-1)               | 김용현                           | 2018년 5월 14일 지정                                                          |      |